# Kořenov
Kořenov (německy Bad Wurzelsdorf) je horská obec v okrese Jablonec nad Nisou v Libereckém kraji, na rozhraní Jizerských hor a Krkonoš, mezi Harrachovem a Desnou. Velká část území obce leží v Chráněné krajinné oblasti Jizerské hory. Původní obyvatelstvo bylo převážně německé, po vysídlení Němců se do opuštěných chalup nastěhovali Češi a množství objektů začalo sloužit k rekreačním účelům. Žije zde 990 obyvatel.

## Historie a části
Obec Kořenov vznikla v roce 1960 sloučením obcí Polubný, Příchovice (i s osadou Rejdice) a Jizerka. Kořenov byl před tímto sloučením místní části obce Polubný.
Nejstarší částí obce jsou Rejdice, které byly založeny již v roce 1577. V letech 1850–1920, 1939–1945 a 1949–1960 patřila osada Rejdice k obci Příchovice, v letech 1920–1938 a 1945–1949 byly samostatnou obcí. Dolní část Rejdic leží při silničce z Příchovic do Zlaté Olešnice, horní část Rejdic při cestě u horního konce dnešní rejdické sjezdovky. K Rejdicím patří i osada Počátky při silnici II/290 od Vysokého nad Jizerou.
Polubný je od roku 1793, kdy zde byl vysvěcen kostel svatého Jana Křtitele, sídlem farnosti, 19. října 1899 byl povýšen na městys. Obec se skládala z částí a osad Dolní Polubný, Horní Polubný, Kořenov, Černá Říčka, Zelené Údolí, Ničovy domky, Kobyla, Merklov, Novina, Růžodol, Souš, Václavíkova Studánka. Dolní Polubný byl odtržen od obce Polubný a připojen k Desné roku 1949. Do roku 1959 zde středem řeky Jizery procházela státní hranice s Polskem a tak jsou nyní součástí katastru Polubného i pozemky, které leží na historickém území Slezska.
Příchovice se původně skládaly z osad a částí Dolní Příchovice, Horní Příchovice, Pustiny, Morava, Libštát, Potočná, Nová Huť, Tesařov a mnoha samot a samostatnou obcí byly v letech 1850–1960, 28. dubna 1897 byly povýšeny na městys. Od roku 1690 byl v Příchovicích dřevěný kostel svatého Víta, roku 1862 znovu vysvěcen po zásadní přestavbě. Farnost byla v Příchovicích zřízena roku 1736.
Jizerka byla v letech 1850–1936 součástí obce Bílý Potok, v letech 1936–1959 samostatnou obcí.

## Zajímavosti
- rozhledna Štěpánka
- evangelická kaple v Tesařově, postavená podle projektu německého architekta Otto Bartninga
- Kostel Narození svatého Jana Křtitele na Polubném
- ozubnicová železniční trať s nejprudším železničním stoupáním v Česku (až 58 promile) a s pěkným viaduktem přes řeku Jizeru
- kamenný most u soutoku Mumlavy a Jizery z roku 1852-5[4]
- expozice lehkého opevnění na pomezí Jizerských hor a Krkonoš
- V roce 1926 byl naměřen nejvyšší roční úhrn srážek v ČR – 2 202 mm
- Kabina elektrické jednotky 451 (vůz 451 060), vystavená od roku 2018 u železniční stanice Kořenov.

## Vybavenost
V Kořenově se nachází také:
- 7 lyžařských areálů (sjezdovky s vlekem)
- Mateřská školka na Polubném
- Základní škola v Horním Kořenově
- Domov důchodců na Polubném
- 2 dobrovolné hasičské sbory, DHS Polubný a DHS Příchovice
- Válcová kamenná zastřešená část bývalého větrného mlýna

## Galerie

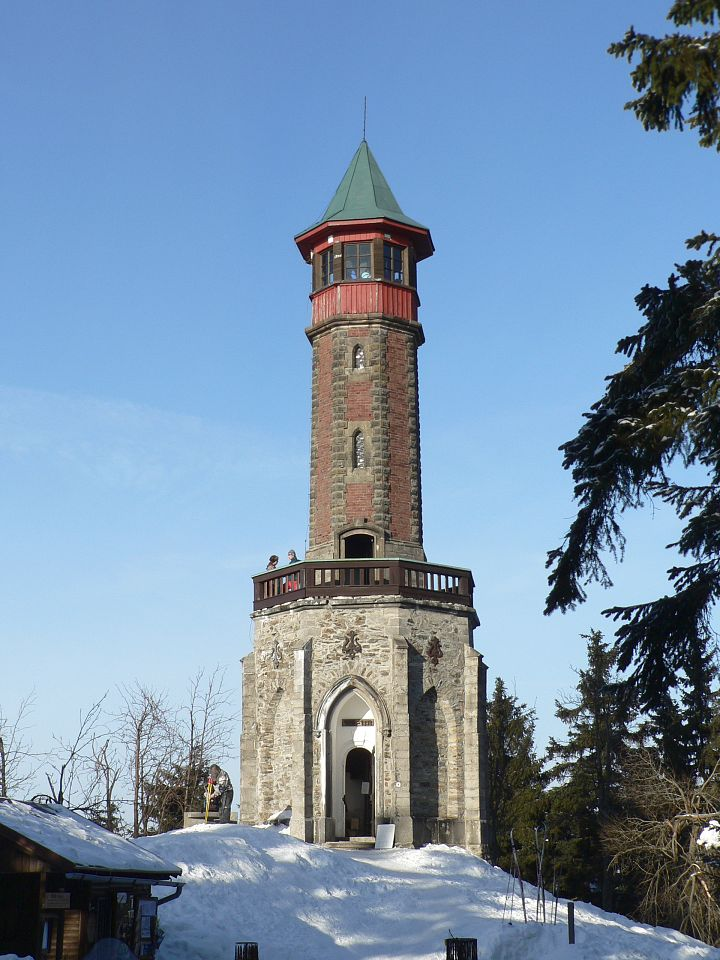
Rozhledna Štěpánka
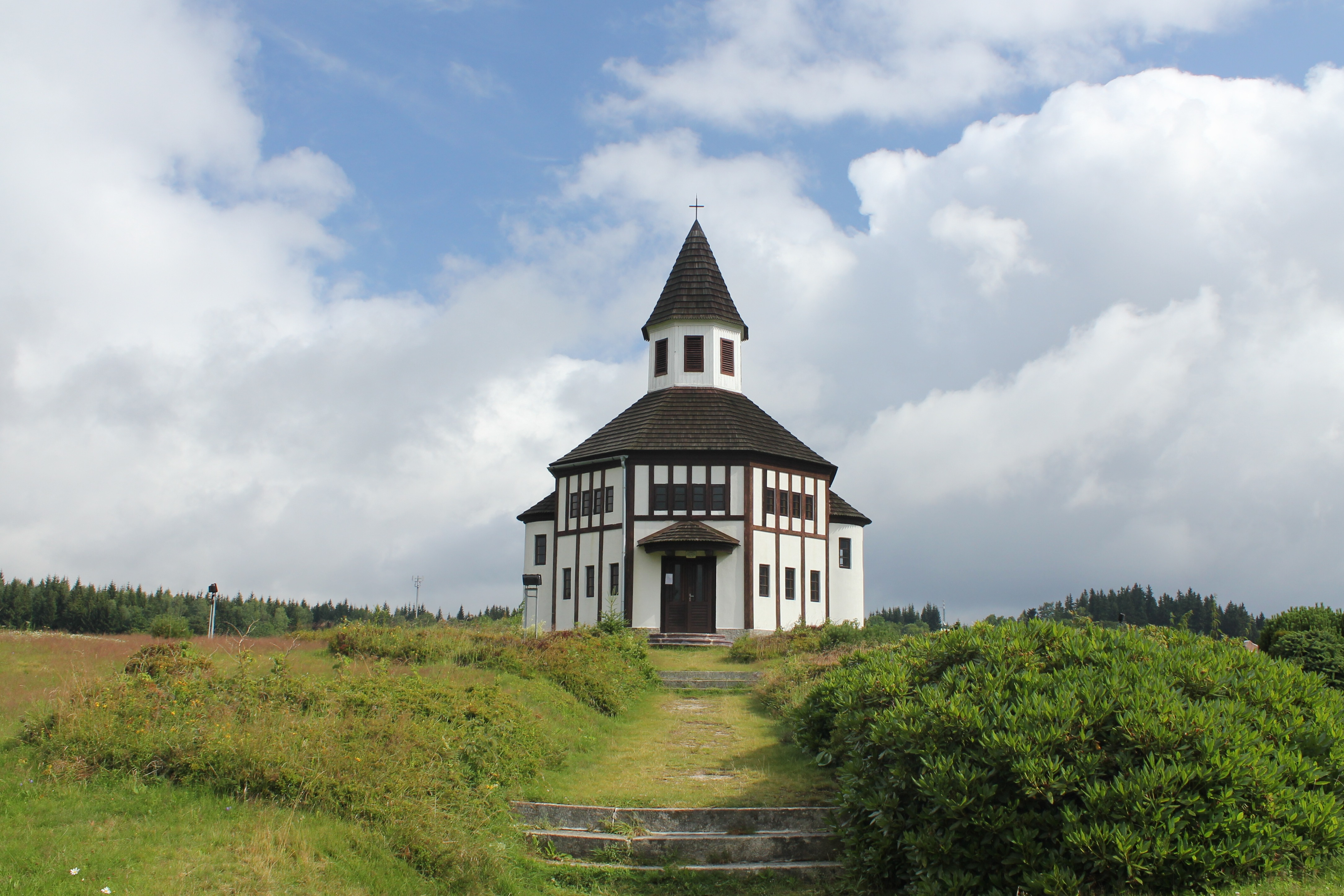
Tesařovská kaple
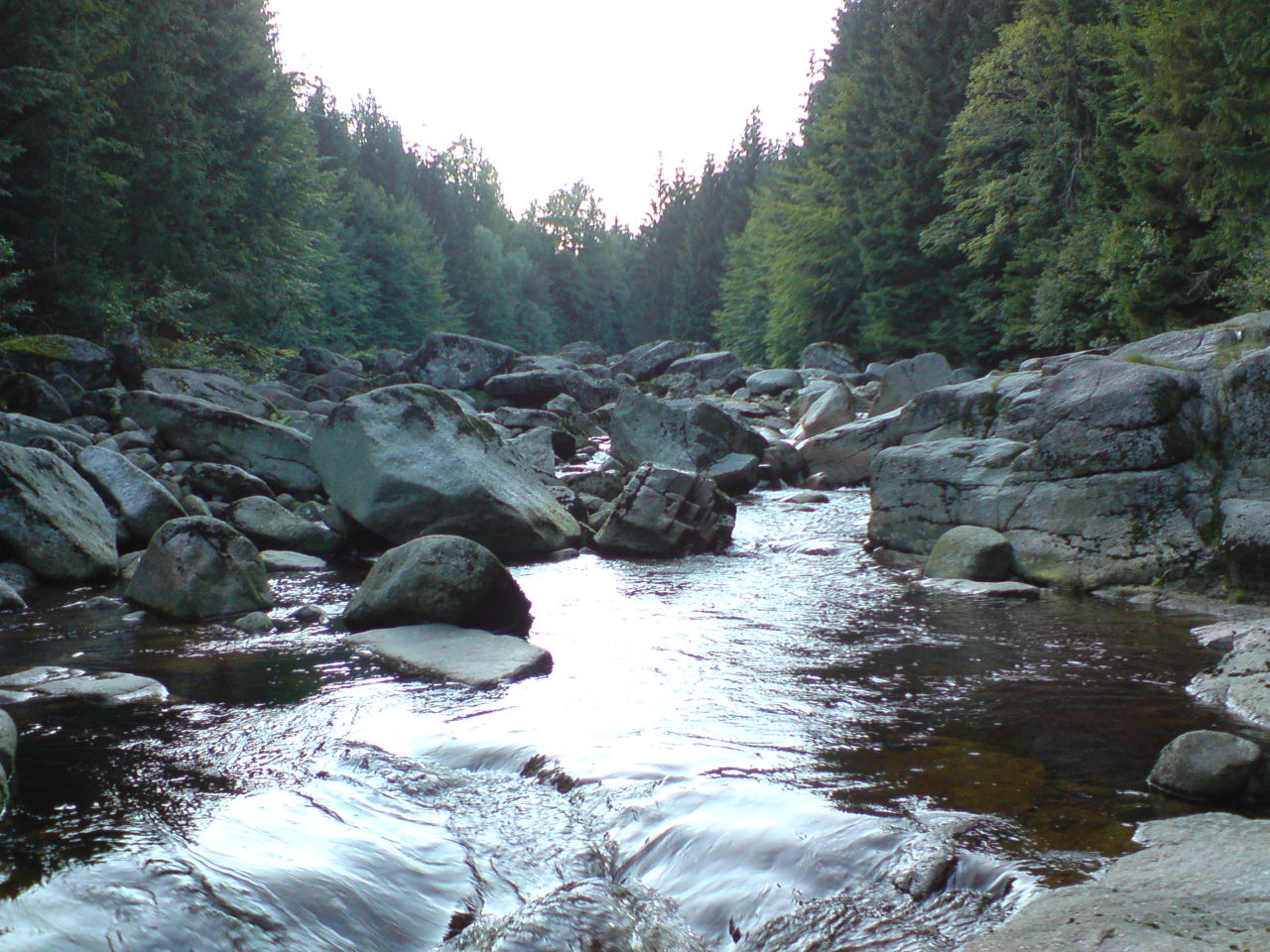
Koryto řeky Jizery u Kořenova, v letních měsících